# Джонні Бавер
Джо́нні Ба́вер (англ. Johnny Bower; справжнє ім'я: Джон Вільям Кішкан, англ. John William Kiszkan; прізвисько: China Wall — «китайський мур»; 8 листопада 1924, Принс-Альберт, Саскачеван — 26 грудня 2017, Місісага, Онтаріо) — канадський хокеїст, Член Зали слави хокею. Воротар НХЛ.
За походженням українець. Виступав за «Провіденс Редс», «Клівленд Баронс» (АХЛ), «Нью-Йорк Рейнджерс», «Торонто Мейпл-Ліфс».

## Біографічні відомості

### Дитинство та юність
Джон Вільям Кішкан народився в українсько-канадській родині на фермі в Принс-Альберт, Саскачеван, у родині чорнороба Джонні (Дмитра) Кішкана та його дружини Ліззі, уродженої Джейкобсон. Окрім нього в родині виховувались ще один його брат і семеро сестер. Виріс серед страшних матеріальних труднощів: згадує, що використовував старі матраци на хокейні воротарські обладунки та замерзлі кізяки — на шайби. Івана батько підшукував синові та витесував із відповідно вигнених гіляк ключки; вірний приятель віддавав йому зношені ковзани, оскільки на першу пару ковзанів не було коштів у Кішканів удома. Проте ні невигоди, ні нестатки не змогли відволікти майбутнього хокеїста від мрії: стати найкращим голкіпером у НХЛ.
Як 15-річний хлопчина у 1940 зголосився, збрехавши про свій вік, в канадську армію: пройшов військову підготовку в таборі Британській Колумбії та став до служби як член Королівських камерон-хайлендерів (англ. The Queen's Own Cameron Highlanders) в Англії — до його звільнення через недугу в 1944. Повернувшись додому, серйозно зайнявся хокеєм і в рідному Принс-Альберті, і в Американській хокейній лізі (АХЛ) (англ. American Hockey League (AHL)): зіграв 11 сезонів для «Клівленд Баронс» (англ. Cleveland Barons) у пізніх 1940-х та в 1950-х роках, являючись воротарем-зіркою одержав ряд нагород, та посприяв тій же команді тричі завоювати Кубок Калдера.

### У професійних лігах
Торувати шлях у НХЛ було нелегко. Джонні Бавером згодом зацікавились «Нью-Йорк Рейнджерс» — і в складі цієї команди зіграв він у НХЛ два сезони (1953—54 і 1954—55). Проте набував він голкіперського досвіду роками поза НХЛ: довелося відбути чотири сезони з «Провіденс Редс» (1945—46, 1955—56 та 1956—57), «Ванкувер Канакс» (1954—55), «Клівленд Баронс» (1945—53 та 1957—58). Коли йому було 34 роки, взяли його у склад своєї команди в 1958 «Торонто Мейпл-Ліфс» — і з ними у 1960-х він здобув 4 Кубки Стенлі. Завершив хокейну кар'єру в 1969-му, на 45-му році життя, провівши загалом 15 сезонів у НХЛ.

## Статистика як хокеїста в різних командах
Скорочення: І = ігри, Хв = час, проведений на льодовому майданчику у хвидинах, ПГ = пропущені голи, В = виграші, П = поразки, Н = нічиї, СМ = сухі матчі, КН = коефіцієнт надійності

### Регулярний чемпіонат
| Сезон        | Команда                   | Ліга         | І   | Хв    | ПГ   | В   | П   | Н  | СМ | КН   |
| ------------ | ------------------------- | ------------ | --- | ----- | ---- | --- | --- | -- | -- | ---- |
| 1944-45      | «Принс-Альберт Блек Гокс» | СМХЛ         | 10  | 630   | 27   | 5   | 4   | 1  | 0  | 2.57 |
| 1945-46      | «Клівленд Баронс»         | АХЛ          | 41  | 2460  | 160  | 18  | 17  | 6  | 4  | 3.90 |
| 1945-46      | «Провіденс Редс»          | АХЛ          | 1   | 48    | 4    | 0   | 1   | 0  | 0  | 5.00 |
| 1946-47      | «Клівленд Баронс»         | АХЛ          | 40  | 2400  | 124  | 22  | 11  | 7  | 3  | 3.10 |
| 1947-48      | «Клівленд Баронс»         | AHL          | 31  | 1880  | 83   | 18  | 6   | 6  | 1  | 2.65 |
| 1948-49      | «Клівленд Баронс»         | АХЛ          | 37  | 2200  | 127  | 23  | 9   | 5  | 3  | 3.43 |
| 1949-50      | «Клівленд Баронс»         | АХЛ          | 61  | 3660  | 201  | 38  | 15  | 8  | 5  | 3.30 |
| 1950-51      | «Клівленд Баронс»         | АХЛ          | 70  | 4280  | 213  | 44  | 21  | 5  | 5  | 2.99 |
| 1951-52      | «Клівленд Баронс»         | АХЛ          | 68  | 4110  | 165  | 44  | 19  | 5  | 3  | 2.41 |
| 1952-53      | «Клівленд Баронс»         | АХЛ          | 61  | 3680  | 155  | 40  | 19  | 2  | 6  | 2.53 |
| 1953-54      | «Нью-Йорк Рейнджерс»      | НХЛ          | 70  | 4200  | 182  | 29  | 31  | 10 | 5  | 2.60 |
| 1954-55      | «Ванкувер Канакс»         | ЗХЛ          | 63  | 3780  | 171  | 30  | 25  | 8  | 7  | 2.71 |
| 1954-55      | «Нью-Йорк Рейнджерс»      | НХЛ          | 5   | 300   | 13   | 2   | 2   | 1  | 0  | 2.60 |
| 1955-56      | «Провіденс Редс»          | АХЛ          | 61  | 3710  | 174  | 45  | 14  | 2  | 3  | 2.81 |
| 1956-57      | «Провіденс Редс»          | АХЛ          | 57  | 3501  | 138  | 30  | 19  | 8  | 4  | 2.37 |
| 1956-57      | «Нью-Йорк Рейнджерс»      | НХЛ          | 2   | 120   | 6    | 0   | 2   | 0  | 0  | 3.50 |
| 1957-58      | «Клівленд Баронс»         | АХЛ          | 64  | 3870  | 140  | 37  | 23  | 3  | 8  | 2.17 |
| 1958-59      | «Торонто Мейпл-Ліфс»      | НХЛ          | 39  | 2340  | 106  | 15  | 17  | 7  | 3  | 2.74 |
| 1959-60      | «Торонто Мейпл-Ліфс»      | НХЛ          | 66  | 3960  | 177  | 34  | 24  | 8  | 5  | 2.68 |
| 1960-61      | «Торонто Мейпл-Ліфс»      | НХЛ          | 58  | 3480  | 145  | 33  | 15  | 10 | 2  | 2.50 |
| 1961-62      | «Торонто Мейпл-Ліфс»      | НХЛ          | 59  | 3540  | 151  | 31  | 18  | 10 | 2  | 2.58 |
| 1962-63      | «Торонто Мейпл-Ліфс»      | НХЛ          | 42  | 2520  | 109  | 20  | 15  | 7  | 1  | 2.62 |
| 1963-64      | «Торонто Мейпл-Ліфс»      | НХЛ          | 51  | 3009  | 106  | 24  | 16  | 11 | 5  | 2.11 |
| 1964-65      | «Торонто Мейпл-Ліфс»      | НХЛ          | 34  | 2040  | 81   | 13  | 13  | 8  | 3  | 2.38 |
| 1965-66      | «Торонто Мейпл-Ліфс»      | НХЛ          | 35  | 1998  | 75   | 18  | 10  | 5  | 3  | 2.25 |
| 1966-67      | «Торонто Мейпл-Ліфс»      | НХЛ          | 27  | 1431  | 63   | 12  | 9   | 3  | 2  | 2.64 |
| 1967-68      | «Торонто Мейпл-Ліфс»      | НХЛ          | 43  | 2239  | 84   | 14  | 18  | 7  | 4  | 2.25 |
| 1968-69      | «Торонто Мейпл-Ліфс»      | НХЛ          | 20  | 779   | 37   | 5   | 4   | 3  | 2  | 2.85 |
| 1969-70      | «Торонто Мейпл-Ліфс»      | НХЛ          | 1   | 60    | 5    | 0   | 1   | 0  | 0  | 5.00 |
| Всього в НХЛ | Всього в НХЛ              | Всього в НХЛ | 552 | 32016 | 1340 | 250 | 195 | 90 | 37 | 2.51 |

### Плей-офф
| Сезон   | Команда                   | Ліга | І  | Хв    | ПГ  | В  | П  | СМ | КН   |
| ------- | ------------------------- | ---- | -- | ----- | --- | -- | -- | -- | ---- |
| 1944-45 | «Принс-Альберт Блек Гокс» | СМХЛ | 3  | 180   | 23  | 0  | 3  | 0  | 7.67 |
| 1948-49 | «Клівленд Баронс»         | АХЛ  | 5  | 329   | 23  | 2  | 3  | 0  | 4.19 |
| 1949-50 | «Клівленд Баронс»         | АХЛ  | 9  | 548   | 27  | 4  | 5  | 0  | 2.96 |
| 1950-51 | «Клівленд Баронс»         | АХЛ  | 11 | 703   | 32  | 8  | 3  | 0  | 2.73 |
| 1951-52 | «Клівленд Баронс»         | АХЛ  | 5  | 300   | 17  | 2  | 3  | 0  | 3.40 |
| 1952-53 | «Клівленд Баронс»         | АХЛ  | 11 | 745   | 21  | 7  | 4  | 4  | 1.69 |
| 1954-55 | «Ванкувер Канакс»         | ЗХЛ  | 5  | 300   | 16  | 1  | 4  | 0  | 3.20 |
| 1955-56 | «Провіденс Редс»          | АХЛ  | 9  | 540   | 23  | 7  | 2  | 0  | 2.56 |
| 1956-57 | «Провіденс Редс»          | АХЛ  | 5  | 300   | 15  | 1  | 4  | 0  | 3.00 |
| 1958-59 | «Торонто Мейпл-Ліфс»      | НХЛ  | 12 | 746   | 38  | 5  | 7  | 0  | 3.14 |
| 1959-60 | «Торонто Мейпл-Ліфс»      | НХЛ  | 10 | 645   | 31  | 4  | 6  | 0  | 2.88 |
| 1960-61 | «Торонто Мейпл-Ліфс»      | НХЛ  | 3  | 180   | 8   | 0  | 3  | 0  | 3.00 |
| 1961-62 | «Торонто Мейпл-Ліфс»      | НХЛ  | 10 | 579   | 20  | 6  | 3  | 0  | 2.28 |
| 1962-63 | «Торонто Мейпл-Ліфс»      | НХЛ  | 10 | 600   | 16  | 8  | 2  | 2  | 1.60 |
| 1963-64 | «Торонто Мейпл-Ліфс»      | НХЛ  | 14 | 850   | 30  | 8  | 6  | 2  | 2.12 |
| 1964-65 | «Торонто Мейпл-Ліфс»      | НХЛ  | 5  | 321   | 13  | 2  | 3  | 0  | 2.43 |
| 1965-66 | «Торонто Мейпл-Ліфс»      | НХЛ  | 2  | 120   | 8   | 0  | 2  | 0  | 4.00 |
| 1966-67 | «Торонто Мейпл-Ліфс»      | НХЛ  | 4  | 183   | 5   | 2  | 0  | 1  | 1.64 |
| 1968-69 | «Торонто Мейпл-Ліфс»      | НХЛ  | 4  | 154   | 11  | 0  | 2  | 0  | 4.29 |
|         | Всього в НХЛ              |      | 74 | 4,378 | 180 | 35 | 34 | 5  | 2.47 |

## Визнання
- В 2016 році джерсі «Торонто Мейпл-Ліфс» з № 1 закріплено за Бавером та Турком Бродою та більше не присвоюється.[1]